# Helmut Schoeck
 (août 2021).
Si vous disposez d'ouvrages ou d'articles de référence ou si vous connaissez des sites web de qualité traitant du thème abordé ici, merci de compléter l'article en donnant les références utiles à sa vérifiabilité et en les liant à la section « Notes et références ».
Helmut Schoeck (Graz, 3 juillet 1922 – 2 février 1993) est un sociologue et écrivain austro-allemand, connu pour son ouvrage intitulé L'envie : une histoire du mal (titre en allemand : Der Neid: Eine Theorie der Gesellschaft, 1966).

## Biographie
Schoeck, né à Graz, passe ses premières années dans le Bade-Wurtemberg, terminant son lycée à Ludwigsburg. Il étudie ensuite la médecine, la philosophie et la psychologie aux universités de Munich et de Tübingen. Avec une thèse sur Karl Mannheim, Schoeck obtient son doctorat sous la direction d'Eduard Spranger.
Pendant quinze ans, à partir de 1950, Schoeck travaille comme professeur dans diverses universités des Etats-Unis. En 1953, il enseigne la philosophie au Fairmont State College, puis fait un passage de deux ans à Yale. À l'Université Emory, on lui confie une chaire de sociologie. Pendant les années 1950, Schoeck publie des oeuvres en allemand, et traduit la Sociologie de la religion de Joachim Wach en allemand.
En 1965, Schoeck retourne en Allemagne, où il obtient une chaire en sociologie à l'Université Johannes Gutenberg à Mayence, qu'il occupa jusqu'à sa retraite en 1990.
Schoeck, qui a aussi été chroniqueur au Welt am Sonntag pendant vingt ans, meurt d'un cancer en 1993.

## Œuvres
- L'envie : une histoire du mal, Les Belles Lettres, 1995  (ISBN 9782251440729).